# Bulbophyllum oliganthum
Bulbophyllum oliganthum là một loài phong lan thuộc chi Bulbophyllum.